# Fotodynamisk terapi
Fotodynamisk terapi (vanligen förkortat PDT efter eng. "Photodynamic Therapy") utvecklades till en praktiskt användbar klinisk behandlingsmetod under 1980-talet. Metoden är en tertiär behandlingsmetod för främst cancer som innefattar tre nödvändiga komponenter: en fotosensibiliserare, ljus samt syre. Behandlingsmetoden är även under utvärdering för behandling av bland annat psoriasis och akne och är mydighetsgodkänt som behandling för makuladegeneration i flera länder. I Sverige används fotodynamisk terapi rutinmässigt för behandling av vissa typer av hudcancer vid bland annat Lunds universitetssjukhus där tekniken utvecklats sedan mitten av 1980-talet. Tekniken har testats för behandling av prostatacancer. 
Den tyske läkaren Friedrich Meyer–Betz genomförde den första studien med fotodynamisk terapi med porfyriner på människor 1913.
En fotosensibiliserare är ett kemiskt ämne som kan exiteras till ett högre elektronenergitillstånd med ljus av en viss våglängd, vanligen i det röda eller nära-infraröda våglängdsområdet. Normalt sker excitationen från ett singlett-grundtillstånd till ett exciterat singlett-tillstånd. Molekylen kan därifrån övergå till ett mer långlivat exciterat triplett-tillstånd. I levande vävnad finns även molekylärt syre tillgängligt vars grundtillstånd också är ett triplett-tillstånd. Om en exciterad fotosensibiliserarmolekyl och en syremolekyl befinner sig nära varandra kan en energiövergång ske som återför fotosensibiliseraren till sitt singlett-grundtillstånd samtidigt som syremolekylen exciteras till singlettsyre. Singlettsyre är ett högreaktivt kemiskt ämne som snabbt reagerar med biomolekyler i omgivningen. Om dylika destruktiva reaktioner tillåts fortgå i tillräckligt stor omfattning blir resultatet celldöd genom apoptos eller nekros.
Specificitet hos behandlingen kan uppnås på tre olika sätt. För det första belyses endast den del av vävnaden som läkaren avser behandla med behandlingsljuset. Om vävnaden inte nås av ljus exciteras inte fotosensibilseraren och ingen celldöd kan uppstå. För det andra kan fotosensibiliseraren i vissa fall tillföras endast till det område som ska behandlas. För det tredje, vissa fotosensibiliserare upptas selektivt i tumörområdet till följd av förändrad metabolism och fysiologi hos den sjuka vävnaden.
Effekten av fotodynamisk terapi är begränsad av ljusets penetrationsdjup som är i storleksordningen några millimeter i vävnad. För att behandla interna organ kan ljuset tillföras med hjälp av nålar och optiska fibrer ("interstitiell PDT") samtidigt som fotosensibiliseraren tillförs intravenöst. En omfattande forskning pågår för att bestämma optimala kombinationer av fotosensibiliserare, ljuskällor och behandlingsparametrar för ett brett spektrum av olika cancertumörer.